# Království Kaffa
Království Kaffa byl domorodý stát na jihozápadě dnešní Etiopie. Obývali ho Kaffové, patřící do afroasijské jazykové skupiny. Nacházel se v hornaté krajině jižně od řeky Gojeb, hlavním městem byla Bonga a později Anderaccha. Panovník měl titul tato, společnost byla rozdělena do čtyř klanů.

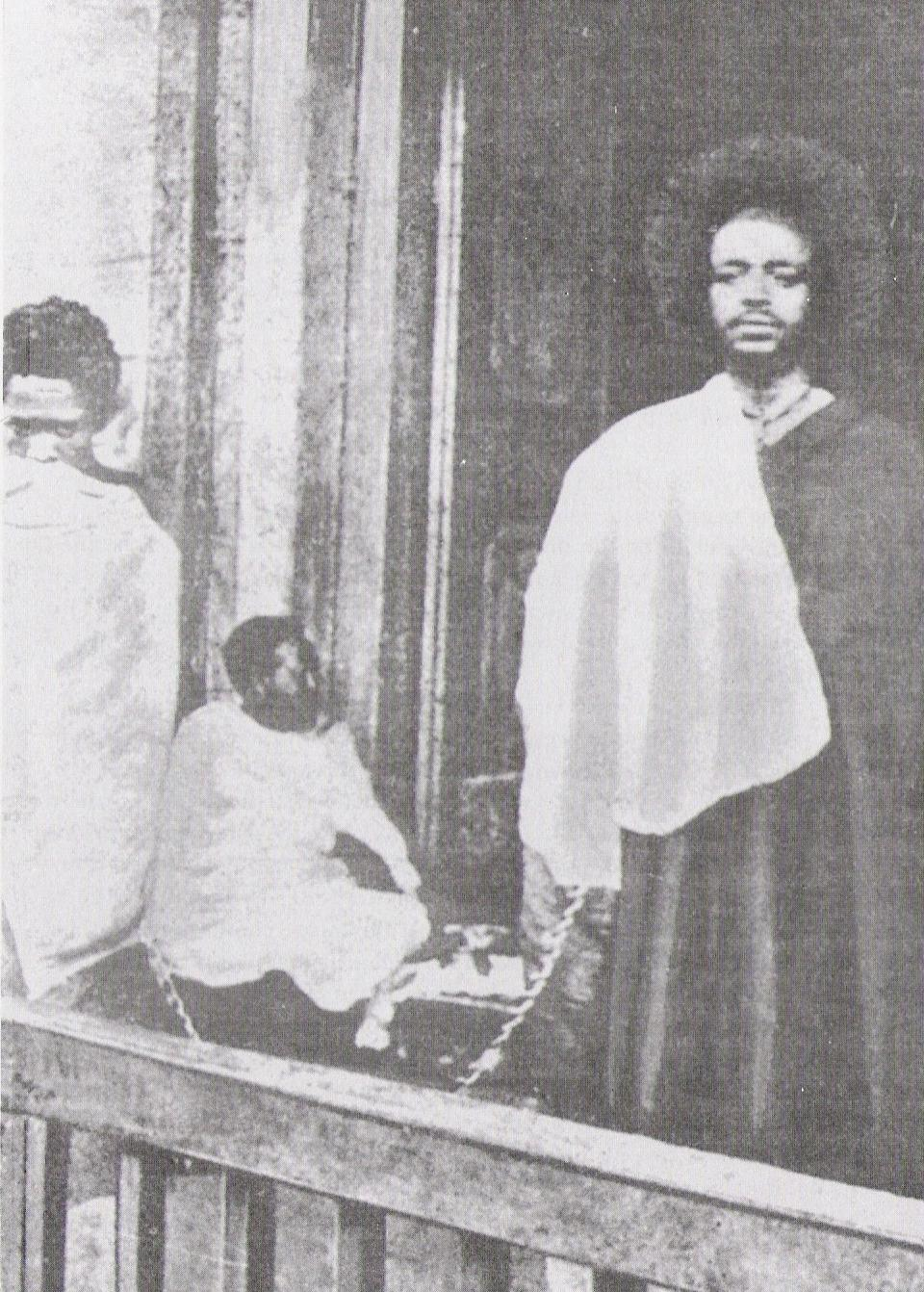
Gaki Sherocho v roce 1897

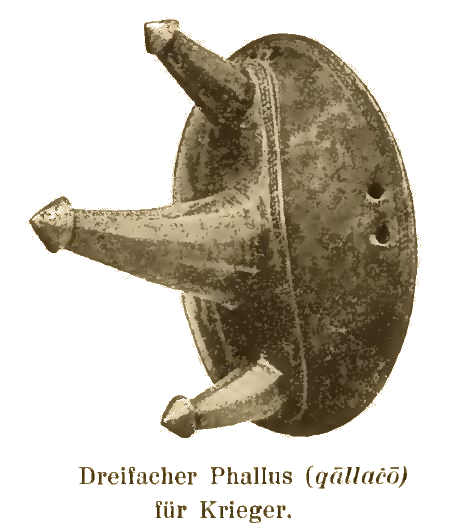
Válečnická čepička s falickými prvky ze 17. století

Podle ústní tradice stát založil v roce 1390 král Minjo, který nahradil původní vládce nazývané Mato. V 16. století Kaffové přijali pod etiopským vlivem křesťanství. Země je známá jako pravlast kávovníku, který je podle ní pojmenován. K vývozním artiklům patřilo také zlato, slonovina, cibet a otroci. Kaffa si dlouho zachovala nezávislost díky své nepřístupnosti, která jí vynesla přezdívku „africký Tibet“. Až v září 1897 země podlehla invazi lépe vyzbrojené etiopské armády a jejích spojenců z království Džimma, byla připojena k říši císaře Menelika II. jako provincie a poslední panovník Gaki Sherocho byl odvezen ve stříbrných řetězech do Addis Abeby, kde strávil zbytek života v internaci. Dobývání Kaffy se zúčastnil i ruský důstojník Alexandr Bulatovič, který přinesl do Evropy první popis tohoto regionu.